# آلندورف (آیووا)
الیندارف، لوا (به انگلیسی: Allendorf, Iowa) یک منطقهٔ مسکونی در ایالات متحده آمریکا است که در آیووا واقع شده‌است.